# Косенки (Недригайловский район)
Косенки (укр. Косенки) — село, Томашовский сельский совет, Недригайловский район, Сумская область, Украина.
Код КОАТУУ — 5923586205. Население по переписи 2001 года составляло 177 человек .
Село указано на трехверстовке Полтавской области. Военно-топографическая карта.1869 года как хутор Поверенный.

## Географическое положение
Село Косенки находится в 1,5 км от правого берега реки Бишкинь. На расстоянии в 1,5 км расположены сёла Томашовка и Закроевщина. Село окружено лесным массивом (дуб).

## Объекты социальной сферы
- Дом культуры.